# Leuthneria ruficincta
Leuthneria ruficincta är en fjärilsart som beskrevs av Felder 1874. Leuthneria ruficincta ingår i släktet Leuthneria och familjen glasvingar. Inga underarter finns listade i Catalogue of Life.